# Eišiškės
Eišiškės (ryska: Эйшишкес) är en ort i Litauen. Den är belägen i kommunen Šalčininkai och länet Vilnius län, i den sydöstra delen av landet, 60 km söder om huvudstaden Vilnius. Eišiškės ligger 150 meter över havet och antalet invånare är 3 809.
Terrängen runt Eišiškės är platt. Runt Eišiškės är det ganska glesbefolkat, med 26 invånare per kvadratkilometer. Eišiškės är det största samhället i trakten. Trakten runt Eišiškės består till största delen av jordbruksmark.
Inlandsklimat råder i trakten. Årsmedeltemperaturen i trakten är 5 °C. Den varmaste månaden är juli, då medeltemperaturen är 19 °C, och den kallaste är januari, med −11 °C.